# 3ガガヘッズ
3ガガヘッズ（さんガガヘッズ）は、WAHAHA本舗に所属する日本のコメディーグループ、パフォーマンス集団。

## 来歴・概説
2002年に結成、活動を開始。WAHAHA本舗の舞台を観て感銘を受け各々WAHAHA本舗に所属したというグループ。現在のメンバーはトニー、正源。グループ名は、『トーキング・ヘッズ』と、短編コメディ映画『三バカ大将』の2つを合わせて、当初は3バカヘッズだった。
アメリカ・ニューヨークのマンハッタンにあるオフ・ブロードウェイにて、ブルーマンのショーを観たことがきっかけで自分たちもブルーマンのような芸の方向性を目指すようになり、そこから全身タイツ芸などのパフォーマンスアートを始めるようになる。
2007年7月に、3バカヘッズから3ガガヘッズに改名。
2009年より「勝手にワールドツアー」と題して海外ライブツアーを開始。現在までにアメリカ、ヨーロッパ、アフリカ、アジアの計33ヵ国での公演を行っている。

## 芸風
- 全身タイツ芸においては様々な所を引っ張って色々なものを表現している。ゴジラやウルトラマン、E.T.などの持ち芸がある。
- これ以外には身近にある日用品を使った芸を披露している。また、記号や標識 を使って色々想像させるというネタなども行っている。
- ネタ中はあまり話すことはないが、ネタが終わってしばらくトークをすることがある。

## メンバー
- トニー淳（トニーあつし、1974年7月26日 - ）

本名は宮之原 淳（みやのはら あつし）。
鹿児島県出身。
身長171cm、体重58kg、血液型O型。
幼少期より空手を始め、高校在学時には日本一に輝いた経歴を持つ。兄も同じく日本一になった空手家で、地元のTVでは、度々兄弟で紹介されていた。
1999年10月からWAHAHA本舗に所属。
- 正源 敬三（しょうげん けいぞう、1970年9月14日 - ）

大阪府出身。
身長177cm、体重61kg、血液型A型。
高校卒業後に松竹芸能の養成所に入り、主に大阪で活動。
1991年から劇団「EGGS」の座長兼演出家として同劇団の舞台公演を手掛け、出演もする。EGGSは1998年に解散。
1999年10月から、トニーと同時期にWAHAHA本舗に所属。

## 元メンバー
- アンドレ仁平（アンドレにへい、1973年8月14日 - ）[1]

岡山県出身。
身長176cm、体重60kg、血液型B型。
2000年10月からWAHAHA本舗所属。
2005年まで3バカヘッズ（当時）のメンバー。
- パーマーイ雅晴（パーマーイまさはる、1970年7月1日 - ）

本名は森 雅晴（もり まさはる）。
静岡県出身。
身長171cm、体重67kg。
1990年からWAHAHA本舗に参加、同年から1999年まで『オホホ商会』メンバー。
「パーマーイ」とはタイ語で森のこと。なお本人は、その顔の濃さからタイ人やフィリピン人にも間違えられたことがあったという。
2019年6月30日で3ガガヘッズを脱退及びWAHAHA本舗を退団。

## 出演

### テレビ
NHK
- 笑いがいちばん
- 爆笑最前線 ネタバトル チャンピオン受賞
- みんなDEドーモくん
- わらたまドッカ〜ン

日本テレビ系
- 笑点 - 2013年9月15日、2018年3月4日、2020年11月22日。演芸コーナーに出演。
- スッキリ!!
- ZIP!
- エンタの神様 - キャッチコピーは「お笑い界の飛び道具」
- 欽ちゃん&香取慎吾の新!仮装大賞 - 「髪の毛のタンゴ」にて、ファンタジー賞を受賞
- 電波少年的放送局（CS日本）

TBS系
- はなまるマーケット
- 日10 演芸パレード
- パフォーマンスZ
- 世界衝撃映像100連発
- E娘! - 2006年8月31日
- あらびき団 - 2008年2月6日（第16回）、2008年2月27日（第19回）、2008年6月11日（第32回）

フジテレビ系
- 森田一義アワー 笑っていいとも!
- メディア見たもん勝ち!ゼルマ
- インパクト! - 第5回
- BACK-UP!
- ノンフィックス

テレビ朝日系
- ビートたけしのTVタックル
- 特捜TV!ガブリンチョ
- ガチンコ視聴率バトル
- かみひとえ
- ワハハ本舗の地球で1番おもしろいTV（CS放送・テレ朝チャンネル）

テレビ東京系
- たけしの誰でもピカソ
- 所さんの学校では教えてくれないそこんトコロ!

その他
- イエヤス （中部日本放送）
- WAHAHA本舗 エジンバラへの挑戦!（旅チャンネル）

他、イギリス国営放送BBCなど海外のTV番組にも多数出演。

### テレビドラマ
- 孤独のグルメ (テレビ東京)
  - Season2 第12話 （2012年12月26日） - カウンター客(3) (正源敬三のみ) 役
  - Season4 第11話 （2014年9月17日） - ２人客男性 (パーマーイ雅晴のみ) 役